# Французько-вірменські відносини
Французько-вірменські відносини почали існували з того часу, як Франція та Вірменія встановили контакти у Вірменському королівстві Кілікія. Офіційні дипломатичні відносини між Вірменією і Францією були встановлені 24 лютого 1992 року і розглядалися як ідеальні, що проявлялось у співпраці двох держава у дипломатичній, культурній та військовій сферах. В результаті ідеальних відносин між двома державами у Франції 2006 рік оголошений «роком Вірменії».

## Історія

### Середні віки
До XI століття французи та вірмени не мали великої кількості двосторонніх контактів, що пов'язано із великою відстанню між країнами. А проте, існували ранні контакти між вірменами та французами в часи Римської імперії. У 554 році під час битви при Волтурно вірменський генерал Нарсес зі східної частини Римської імперії витіснив французів та їх союзників — плем'я Алеманнів з Італійського півострова.
До кінця XI століття вірмени заснували князівство, а пізніше і королівство Кілікія, яке розташувалось на середземноморському узбережжі, і, таким чином, було доступним для французів та інших європейців, що брали участь в хрестових походах. В минулому Вірменія була християнським притулком для хрестоносців перед лицем ісламських армій Сирії та Палестини. На відміну від тюркського заселення території, прибуття французів було позитивно оцінено вірменськими письменниками та іншими інтелектуалами.
У XII-XIII ст. постійні контакти із Західною Європою, а особливо з Французьким королівством, стали причиною великих соціальних, культурних і політичних змін у Кілікійській Вірменії. Вірмени, маючи власні гілки християнства, вступили в контакт і, відповідно, зазнали впливу католицьким ідеалам.
Остання династія (Лузіньяни), що правила Кілікійською Вірменією, була французького походження. Останній король Вірменії — Лео VI, похований у Сен-Дені Базиліка разом з такими відомими французькими королями, як Карл Мартелла, Людовік XIV та інші. Фактично він був єдиним іноземцем, похованим на тій території.

### Контакти за часів Османської імперії
В період правління Людовіка XIV більша частина вірменських рукописів була перенесена до Національної бібліотеки Франції. Вірменія і вірменські символи часто ставали ознаками французької класичної літератури. Такі автори, як Монтеск'є, Руссо, Вольтер та інші часто описували стосунки їх головних героїв з вірменськими другорядними персонажами.
Вірменські дослідження у Франції почали розвиватися після створення Вірменського відділу у Школі східних мов за ініціативи Наполеона I.

## Сучасні дипломатичні відносини
Сучасні дипломатичні відносини між Республікою Вірменія та Французькою Республікою були встановлені 24 лютого 1992 року. 2 жовтня 2009 року Віген Читечян був призначений Надзвичайним і Повноважним Послом Республіки Вірменія у Франції. 5 листопада 2010 року Анрі Рено, Надзвичайний і Повноважний посол Французької Республіки у Вірменії вручив вірчі грамоти президенту Республіки Вірменія Сержу Саргосяну. Крім того, 1 грудня 2011 року Вардан Сірмейкс був призначений на посаду Генерального консула Республіки Вірменія у Марселі.
7 січня 2015 Міністр закордонних справ Вірменії Едвард Налбандян виголосив промову про обстріл французької сатиричної газети «Шарлі Ебдо», заявляючи, що «Ми рішуче засуджуємо терористичний акт, здійснений в офісі журналу „Charlie Hebdo“ у Парижі», та додав, що «такі жахливі дії екстремістів не можуть бути виправдані та ще раз доводять необхідність ширшої солідарності у боротьбі міжнародної спільноти проти тероризму». Уряд Вірменії також висловив «слова співчуття та підтримку народу, владі дружньої Франції, редакції журналу „Charlie Hebdo“ і родичам постраждалих».

## Геноцид вірмен
Аж до початку XX століття проамериканські французи захищали права вірмен, коли вони були найменш захищені. Протягом 1915 року французи приймали десятки тисяч вірмен у Франції, яка була для них прихистком. Франція також була однією із небагатьох країн, що відправляла рятувальні човни вірменам. Населення Муса-Дага було врятоване французами, котрі поселили біженців у Лівані, здебільшого в місті Анджар.
У 1998, за резолюцією Національних зборів Франції, «Франція визнає геноцид вірмен 1915 року», в той час, як Туреччина сприйняла цей факт з гострою критикою. Франція також була першою європейською країною, яка офіційно визнала Геноцид вірмен (2001). Жак Шарак.
2007 року відбулось погіршення відносин між Францією і Туреччиною після того, як Національні збори Франції проголосували за законопроєкт, згідно з яким невизнання геноциду вірмен вважалось незаконним.

## Вірмени у Франції
На сьогодні у Франції нараховується від 250 000 до 750 000 вірмен, які залишились вірними своїм культурним витокам і водночас інтегрувалися до Франції й значною мірою приєднались до франкомовної культури.
Велика кількість вірменських письменників, художників і музикантів, таких як Сар'ян, Кочар, Іссахак'ян, Комітас та багато інших працювали та померли у Франції. Французи разом з вірменами пишаються такими людьми, як Шарль Азнавур, Марі Лафоре та Анрі Верней.